# Октябрьский район (Липецкая область)
Октябрьский район — административно-территориальная единица в составе Центрально-Чернозёмной, Воронежской и Липецкой областей РСФСР, существовавшая в 1928—1963 годах. Административный центр — Октябрьское (Дрязги).
Был образован в 1928 году в составе Козловского округа Центрально-Чернозёмной области под названием Дрязгинский район. 16 сентября 1929 года район был передан в Усманский округ. После ликвидации округов в 1930 году район перешёл в прямое подчинение области.
В 1934 году при разделении Центрально-Чернозёмной области на Курскую и Воронежскую Дрязгинский район вошёл в состав последней.
В сентябре 1946 года Дрязгинский район был переименован в Молотовский район.
6 января 1954 года Молотовский район был передан в Липецкую область.
12 сентября 1957 года Молотовский район был переименован в Октябрьский район, а село Дрязги — в Октябрьское.
1 февраля 1963 года Октябрьский район был упразднён, а его территория передана в Усманский район.